# Diêu Minh
Diêu Minh (tiếng Trung: 姚明; bính âm: Yao Ming; sinh ngày 12 tháng 9 năm 1980) là một cầu thủ bóng rổ chuyên nghiệp đã giải nghệ từng chơi cho CLB Houston Rockets của giải bóng rổ nhà nghề Mỹ (NBA). Anh là một trong những cầu thủ có chiều cao cao nhất từng chơi tại NBA, với chiều cao 7 ft 6 in (2,29 m).
Minh được sinh ra tại Thượng Hải, Cộng hòa Nhân dân Trung Hoa, anh bắt đầu chơi cho CLB Shanghai Sharks tại giải bóng rổ nhà nghề Trung Quốc (CBA) khi còn là 1 cậu thiếu niên. Sau 5 năm, anh đoạt danh hiệu vô địch trong năm cuối. Anh gia nhập 2002 NBA Draft, sau vụ thương lượng chuyển nhượng với CBA và Sharks, anh được tuyển vào Houston Rockets. Trong 9 năm tại Houston Rockets, anh có 8 lần được chọn vào đội tuyển miền Tây thi đấu tại NBA All-Star Games và có 5 lần được chọn vào All-NBA Team. Điều tiếc nuối nhất trong sự nghiệp của Minh là việc anh không thể giành lấy chức vô địch NBA về cho Rockets và phải giải nghệ vào năm 2011 để bảo vệ sức khoẻ bản thân đang bị hàng loạt chấn thương hành hạ mà 10 ngón tay không có chiếc nhẫn vô địch nào. Sau khi giải nghệ, BLĐ Houston Rockets quyết định treo vĩnh viễn số áo 11 của anh như một sự tri ân với những đóng góp của anh cho CLB.